# Jo Privat
Georges „Jo“ Privat (* 15. April 1919 in Ménilmontant, Paris; † 3. April 1996 in Savigny-le-Temple) war ein französischer Akkordeonist und Songwriter, der insbesondere wegen seiner Beiträge zur Musettemusik und zum Jazz erinnert wird.

## Wirken
Privat arbeitete zunächst mit der jungen Edith Piaf. Dann trat er mehrere Jahrzehnte im Pariser Tanzlokal Balajo auf, wo er mit Émile Vacher, Django Reinhardt, Baro und Matelo Ferret, Didier Roussin (1949–1996) und später mit Patrick Saussois arbeitete. Er komponierte mehr als 500 Musikstücke. Er nahm nicht nur mit seinem eigenen Ensemble auf, sondern auch in kleinen Besetzungen, beispielsweise mit Matelo Ferret (Manouche partie) und mit Tony Muréna (Tangos et pasos  éternels).